# Vincent Spadea
Vincent Spadea (født 19. juli 1974 i Chicago, Illinois, USA) er en amerikansk tennisspiller, der blev professionel i 1993. Han har igennem sin karriere vundet 1 single- og 3 doubletitler, og hans højeste placering på ATP's verdensrangliste er en 18. plads, som han opnåede i februar 2005.

## Grand Slam
Spadeas bedste Grand Slam-resultat i singlerækkerne kom ved Australian Open i 1999, hvor han nåede frem til kvartfinalerne. Her tabte han dog til tyskeren Tommy Haas.